# Matheran
Matheran (Marathi माथेरान Mātherān) ist ein Bergort (Hill Station) in Maharashtra, Indien, der von britischen Kolonialherren gegründet wurde. Durch die Lage auf einem kleinen Tafelberg in einer Höhe von etwa 800 Metern über dem Meer ist das Klima dort deutlich kühler als im 30 km (Luftlinie) entfernten Mumbai. Auch heutzutage genießen indische Wochenendurlauber aus Mumbai, Pune und anderen Großstädten in der Nähe das erfrischende Klima.

## Autofreier Ort
Matheran ist ein autofreier Ort und wurde vom indischen Umwelt- und Waldministerium zur „eco-sensitive region“ erklärt.
Durch die Abwesenheit von motorisierten Fahrzeugen aller Art ist nicht nur die Luft abgasfrei – in Matheran fehlt so auch der Fahrzeuglärm, was gerade in Indien auffällt, wo insbesondere Hupsignale zum Verkehrsgrundgeräusch gehören.

## Natur
Die Hochebene ist vollständig mit Wald bedeckt, so dass auch sonst recht heiße Sommertage im Schatten verbracht werden können. An der Kante gibt es 38 erschlossene Aussichtspunkte mit spektakulären Ausblicken auf die anderen Hügel in der Umgebung.

## Geschichte
Der Tafelberg, auf dem Matheran liegt, gehört geologisch zu den Resten des Dekkan-Trapp. Der Dekkan-Trapp ist die Ablagerung eines erloschenen Vulkans und wird neben dem Chicxulub-Krater am Golf von Mexiko an der Halbinsel Yucatán für das große Artensterben an der Kreide-Tertiär-Grenze, bei dem auch die Dinosaurier ausstarben, verdächtigt.
Matheran wurde im Mai 1850 von Hugh Poyntz Malet, dem damaligen district collector des Distrikts Thane, entdeckt. Lord Elphinstone, der damalige Gouverneur von Bombay, begründete die Entwicklung ihrer zukünftigen Hill Station. Während der britischen Kolonialherrschaft entwickelte sich Matheran zu einem beliebten Ferienort, weil viele Europäer hier der Sommerhitze zu entkommen suchten.

## Verkehrsanbindung
Matheran ist mit der Schmalspurbahn Matheran Hill Railway mit Neral verbunden. 1907 wurde diese Eisenbahnstrecke eingeweiht. Neral liegt am Fuß des Tafelbergs und hat einen Bahnhof an der Hauptstrecke Pune-Mumbai. Auf der Hauptstrecke fährt auch die S-Bahn von Mumbai.
Neben der etwa 20 km langen Schmalspurbahn gibt es auch eine etwa 10 km lange Straßenverbindung nach Neral, die die Höhendifferenz etwas schneller überwindet.

## Persönlichkeiten
- Girish Karnad (1938–2019), Dramatiker, Regisseur und Schauspieler